# Kap-Greisbock
Der Kap-Greisbock (Raphicerus melanotis) ist eine kleine gedrungene Antilope, die im Fynbos an der Küstenregion Südafrikas von den Zederbergen über die Kap-Halbinsel bis etwas östlich von East London vorkommt.

## Merkmale
Mit einem Körpergewicht von 10 Kilogramm und einer Schulterhöhe von 54 Zentimeter ist sie größer als ihr Vetter, der Sharpe-Greisbock. Das rotbraune Haarkleid ist graumeliert und oben weiß gesprenkelt, an der Bauchseite heller und nicht gesprenkelt. Die großen Ohren sind außen braungrau, innen weiß. Zwischen den Ohren ist das Fell dunkel. Die Männchen tragen kurze (6 bis 8 Zentimeter) glatte Hörner, die vertikal vom Kopf abstehen. Das Gesichtsfell ist rotbraun, die Gesichtsunterseite rotgelb. Der sehr kurze Schwanz ist kaum zu sehen.

## Lebensweise

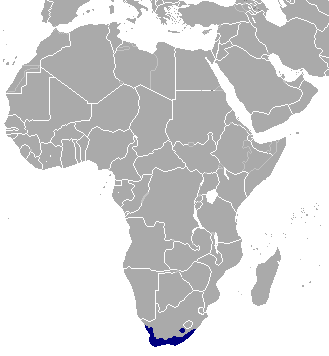
Das Verbreitungsgebiet des Kap-Greisbocks

Der Kap-Greisbock ist hauptsächlich nachtaktiv. Er lebt einzeln im dichten Buschwerk, Wald und geht zur Nahrungssuche, wenn geeignete Deckung vorhanden ist, auch in Obstgärten und Weinberge. Er ernährt sich vor allem von Laub und frisst auch saftige Gräsern und Früchte. Wasser zum Trinken wird nicht benötigt.
Kap-Greisböcke leben einzeln, die Männchen haben Reviere, die sie anderen Männchen gegenüber mit ihren Hörnern verteidigen. Das Revier wird mit den vor den Augen gelegenen Duftdrüsen markiert. Auf ihren Kotplätzen urinieren sie erst und geben dann ihren Kot ab, der danach manchmal mit Erde bedeckt wird.
Kap-Greisböcke vermehren sich das ganze Jahr über, Hauptpaarungszeit ist jedoch der Herbst. Die Kitze werden nach  einer Tragzeit von sieben Monaten geboren, meist im Frühjahr. Ihr Fell ist dunkler als das der ausgewachsenen Tiere. Sie werden nach 18 bis 24 Monaten geschlechtsreif. Unter günstigen Bedingungen bekommen die Weibchen zwei Jungtiere im Jahr.

## Gefährdung
Nach Berichten aus dem 19. Jahrhundert waren die Tiere auf der Kap-Halbinsel und um Port Elizabeth äußerst häufig und wurden vor allem früh am Morgen und beim Sonnenuntergang zu Dutzenden auf Waldlichtungen und Feuerschneisen gesehen. Ob sie jemals in den Drakensbergen zu Hause waren, ist ungewiss.
Der Lebensraum der Kap-Greisböcke geht durch die Umwandlung des natürlichen Habitats in Holzplantagen (Kieferforste) zurück. Sie gelten auch als Schädlinge in den Weinbergen. Die Art ist heute selten, wird von der IUCN aber als nicht gefährdet angesehen (least concern). Kap-Greisböcke können auch in kleinen Wäldern überleben, die von landwirtschaftlich genutztem Gebiet umgeben sind. Populationen auf Farmland unterliegen starken Schwankungen, was eventuell im Zusammenhang mit Populationsschwankungen des Karakals steht. Im Addo-Elefanten-Nationalpark wurden die Tiere nach ihrer Ausrottung wieder eingeführt.